# Stemma di São Tomé e Príncipe
Lo stemma di São Tomé e Príncipe è il simbolo araldico ufficiale del paese, adottato nel 1975. 

## Descrizione
Lo stemma consiste in uno scudo dorato con raffigurata una palma. Lo scudo è coronato da un nastro verde e giallo e da una stella blu. Ai lati si trovano a sinistra un falco pellegrino e a destra un pappagallo cenerino. Nella parte superiore si trova un cartiglio che riporta il nome del paese: República Democrática de São Tomé e Príncipe. Nella parte inferiore invece un altro cartiglio contiene il motto del paese: Unidade, Disciplina, Trabalho (in portoghese unità, disciplina, lavoro).

## Stemmi storici

Stemma di São Tomé e Príncipe portoghese, dall'8 maggio 1935 all'11 giugno 1951
Stemma di São Tomé e Príncipe portoghese, dall'11 giugno 1951 al 12 luglio 1975
Stemma minore tra l'8 maggio 1935 e il 12 luglio 1975